# Fran Jeffries
Fran Jeffries, nata Frances Ann Makris (Palo Alto, 18 maggio 1937 – Los Angeles, 15 dicembre 2016), è stata un'attrice e cantante statunitense.

## Biografia
Morì a causa di un mieloma multiplo nella sua casa di Los Angeles il 15 dicembre 2016, all'età di 79 anni.

## Vita privata
Si sposò quattro volte, con altrettanti divorzi: dal 1955 al 1957 con il pianista Ed Belasco; dal 1958 al 1964 con il cantante Dick Haymes, da cui ebbe una figlia; dal 1965 al 1970 con il regista Richard Quine, e dal 1971 al 1973 con Steven Schaeffer.

## Filmografia parziale
- I bucanieri (The Buccaneer), regia di Anthony Quinn (1958)
- La Pantera Rosa (The Pink Panther), regia di Blake Edwards (1963)
- Donne, v'insegno come si seduce un uomo (Sex and the Single Girl), regia di Richard Quine (1964)
- Avventura in Oriente (Harum Scarum), regia di Gene Nelson (1965)

## Discografia
- 1960 - Fran Can Really Hang You Up the Most (Warwick)
- 1964 - Fran Jeffries Sings of Sex and the Single Girl (MGM Records)
- 1966 - This Is Fran Jeffries (Monument Records)
- 2000 - All the Love (Varèse Sarabande)